# Mistrzostwa NACAC w Biegach Przełajowych 2012
8. Mistrzostwa NACAC w Biegach Przełajowych – zawody lekkoatletyczne w biegach przełajowych zorganizowane od egidą North America, Central America and Caribbean Athletic Association 17 marca 2012 w Port-of-Spain.

## Rezultaty

### Mężczyźni
| Konkurencja:          | Złoto             | Wynik   | Srebro         | Wynik   | Brąz              | Wynik   |
| Bieg seniorów na 8 km | Cam Levins        | 24:05   | Christo Landry | 24:11   | Elliot Krause     | 24:21   |
| Seniorzy drużynowo    | Stany Zjednoczone | 14 pkt. | Kanada         | 23 pkt. | Jamajka           | 72 pkt. |
| Bieg juniorów na 6 km | Jace Lowry        | 18:51   | Adam Braun     | 18:55   | Benjamin Flanagan | 18:57   |
| Juniorzy drużynowo    | Stany Zjednoczone | 12 pkt. | Kanada         | 29 pkt. | Portoryko         | 68 pkt. |

### Kobiety
| Konkurencja:          | Złoto             | Wynik   | Srebro            | Wynik   | Brąz          | Wynik   |
| Bieg seniorek na 6 km | Liz Costello      | 20:27   | Tonya Nero        | 20:33   | Laura Thweatt | 20:34   |
| Seniorki drużynowo    | Stany Zjednoczone | 14 pkt. | Trynidad i Tobago | 35 pkt. |               |         |
| Bieg juniorek na 4 km | Shannon Osika     | 13:41   | Gabi Anzalone     | 13:48   | Macy Bricks   | 14:00   |
| Juniorki drużynowo    | Stany Zjednoczone | 10 pkt. | Kanada            | 39 pkt. | Meksyk        | 48 pkt. |